# Thomas Suluk
Thomas Suluk (en inuktitut : ᑖᒪᔅ ᓱᓗᒃ, né le 14 mars 1950 - mort le 13 octobre 2018) est un ancien homme politique canadien. Il était représente de la circonscription électorale de Nunatsiaq à la Chambre des communes du Canada de 1984 à 1988 en tant que membre des Progressiste-conservateurs.